# Einar Tambarskjelve
Einar Tambarskjelve (980 – 1050) (nórdico antiguo: Einarr þambarskelfir Eindriðason) fue un lendmann e influyente caudillo vikingo noruego del siglo XI que lideró a señores feudales opuestos al gobierno del rey Olaf II el Santo.
En la obra Heimskringla de Snorri Sturluson se le cita expresamente. Su apodo, Thambarskelfir, tiene dos significados conceptuales: "thamb" deriva de sacudir las cuerdas de un arco lo que sugiere que era un maestro en armas y certero arquero; "thambr", significa barriga, y se podría traducir como vientre vibrante, sin duda un apodo poco halagüeño en referencia a su constitución física.

## Familia
Einar Thambarskelfir era hijo de Eindride Styrkarsson (n. 950), un rico e influyente terrateniente de Melhus en la época vikinga y que luchó en la batalla de Svolder. Eindride era hijo de Styrkar Reidarson, y nieto de Reidar Asbjörnsson (n. 902). Reidar era hermano de Jernskjegge Asbjörnsson.

## Jarl de Lade
Einar Thambarskelfir era un caudillo de Husaby, obviamente un poderoso señor de la guerra con ejército propio. Vinculado a los Jarls de Lade por su matrimonio con Bergljot Håkonsdatter (hija de Haakon Jarl), una de las familias más influyentes en la política noruega de aquel periodo. Einar hizo su debut político y como personaje de sagas en la batalla de Svolder en el año 1000, luchando al lado del rey Olaf Tryggvason. De la descripción de esta batalla, Snorri presenta uno de los pasajes más famosos de la saga Heimskringla:
Einar Thambarskelfir, uno de los más célebres arqueros, firme en el mango, certero con el arco.
Einar lanzó una flecha al jarl Eirik [...] Entonces dijo el jarl a un hombre llamado Finn, [...] "Dispara a aquel hombre en su arco."
Finn disparó; y la flecha golpeó el centro del arco de Einar justo en el momento que Einar estaba perfilando su arma, y el arco se partió en dos piezas.
"Que es esto," lloraba el rey Olaf, "¿qué se ha roto con tanto ruido?"
"Noruega, rey, de tus manos," lamentaba Einar. "¡No, no tanto como eso!," dijo el rey;
"toma mi arco, y dispara," lanzado su arco hacia él. Einar tomó el arco, y dirigió la puntería sobre la punta de la flecha.
"Demasiado débil, demasiado débil," dijo, "¡para ser el arco de un poderoso rey!"
y, lanzando el arco a un lado, tomó espada y escudo, y luchó con valor.

## El reinado de Olaf Haraldsson
Olaf Tryggvason desapareció durante la batalla, y su cuerpo nunca fue encontrado tras la batalla de Svolder. Einar, no obstante, sobrevivió y se dedicó en las siguientes décadas a los asuntos políticos del reino. Einar, junto con Erling Skjalgsson, apoyó al jarl Sveinn Hákonarson contra Olaf II de Noruega en la batalla de Nesjar en 1016. Mientras Sveinn debía escapar del país tras la batalla, y Erling estaba forzado a una difícil alianza con el nuevo rey, Einar permaneció indemne. Einar regresó a Melhus y mantuvo su oposición al rey. Cuando las influencias danesas procuraron el derrocamiento de Olaf II en 1028, les dio apoyo. No obstante, no se posicionó junto al ejército campesino en la batalla de Stiklestad pero fue más suerte que un cálculo – cuando llegaron las noticias de la presencia de Olaf en Trøndelag, Einarr estaba en Inglaterra de visita política al rey danés Canuto el Grande.
Tras Stiklestad, muchos nobles noruegos pensaron que el rey Canuto había prometido posicionarles como caudillos de Noruega en su nombre. Einar Thambarskelfir esperaba que sería elegido por su lógica naturaleza política, siendo el rival más veterano de Olaf. Pero el rey Canuto eligió a su hijo adolescente Sveinn Knútsson como virrey, de hecho situando a su madre Ælfgifu de Northampton como regente a cargo de su reciente conquista, algo que enfureció grandemente a Einarr.

## Acceso al poder
Como la presión se hacía intensa durante el vicereinado de Svein, Einar hizo su más grande golpe maestro en política viajando a Garðaríki (tierra de los Rus'), donde se reunió con el hijo ilegítimo de Olaf (entonces con 11 años de edad) Magnus (posteriormente apodado "el Bueno") y formó una alianza política con el líder de los campesinos de Stiklestad, Kalv Arnesson, y comenzó la tarea de negociar un acuerdo entre el rey títere Magnus y el nuevo dirigente danés, Canuto Hardeknut, hijo de Canuto el Grande.
Einar se convirtió de hecho en el verdadero jarl de Noruega, una posición que nunca podría haber conseguido si él mismo hubiera luchado con el padre de Magnus en Stiklestad. Kalv Arnesson y Thorir Hund, cayeron en la insignificancia; el último forzado a viajar a Jerusalén en busca de perdón por matar al rey santo. Mientras Magnus asumía poderes a medida que crecía, Einar se mantuvo como constante figura influyente durante todo el reinado.

## Decadencia
Pero alrededor de 1045 el anciano Einar perdió su suerte. El hermanastro de Olaf Haraldsson, Harald Sigurdsson, más tarde Harald Hardrada, regresó con una vasta fortuna amasada de sus incursiones militares en el Imperio bizantino y según las leyes de sucesión instauradas por el anterior monarca Harald I de Noruega, Harald reclamó el trono legítimo. Temiendo que el poder económico se convirtiese en poder militar, en contra de la opinión de Einar, Magnus entregó el trono a Harald a finales de 1046. Un año más tarde Magnus murió y Harald se convirtió en el único monarca reinante.
Harald determinó centralizar su poder y tuvo poca paciencia con los díscolos nobles y líderes campesinos por lo que decidió acabar con las constantes afrentas de Einar Tambarskjelve, hombre sabio y con profundos conocimientos de la ley que sabía usar para desafiar al monarca en las asambleas. El conflicto subió de tono, amenazando con una guerra civil, y Einar comenzó a crear otro ejército de bóndis contra el impopular y tiránico Harald pero una vez que finalizó el reclutamiento, Harald manifestó buscar la reconciliación y solicitó a Einar reunirse en una granja de Nidaros donde podrían hablar tranquilamente y llegar a un acuerdo. Harald no tenía esas intenciones, por supuesto, y ya había decidido apartarle antes de que el apoyo recibido se expandiera peligrosamente. Nada más llegar a la granja, Einar y su hijo fueron asesinados.
Para evitar el conflicto armado, el rey Harald pidió a Finn Arnesson que intercediese y negociar una compensación con el nuevo líder bóndi Håkon Ivarsson.

Escudo de armas de Melhus

## Evaluación
Según la saga, Einar Thambarskelfir jugó un papel crucial en la santificación de Olaf en 1031 y como regente noruego en 1035 con la restauración de Magnus en el trono. Con la muerte de Einar Thambarskelfir finaliza dos periodos importantes de la política medieval noruega. Primero, como último jarl de Lade jugando un rol político a nivel de estado y segundo, como último noble que buscó el poder en Noruega sin contar con las leyes de sucesión de Harald I. A partir de entonces, pese a las dudas que generaban como herederos legítimos del antiguo rey, en el futuro todos los pretendientes potenciales clamaron ser descendientes del rey Harald I.

## Herencia
De su matrimonio con Bergljot Håkonsdatter (n. 975), tuvo cuatro hijos:
- Ingeborg Einarsdatter (n. 989), que casó con Halfdan Sigurdsson.
- Alof Einarsdatter (n. 991), que casó con Tord Foleson.[13] Tord murió en combate en la batalla de Stiklestad.
- Einar Einarsson (993 - 1050). Estaba casado con Sigrid Ketillsdatter (n. 1028), una hija de Ketil Kalv.[14]
- Otra hija de nombre desconocido, pero que casó con Guttorm Sigurdsson (n. 998), hijo de Sigurd Syr.

## Legado
El escudo de armas del municipio de Melhus en el condado de Sør-Trøndelag muestra un arquero, simbolizando el famoso caudillo de Melhus, Einar Thambarskelfir.